# Laurel Hill (Florida)
Laurel Hill è una città degli Stati Uniti d'America situata in Florida, nella Contea di Okaloosa.

## Società

### Evoluzione demografica
Secondo il censimento del 2000, la città comprendeva 549 persone, 223 nuclei familiari e 158 famiglie residenti. La densità di popolazione era di 174,9 abitanti per 67,5 / km2. C'erano 254 unità abitative con una densità media di 80,9 abitazioni per 31,2 / km2. La composizione razziale della città era composta dal 77,23% di bianchi, il 21,68% di afroamericani, lo 0,18% di nativi americani, lo 0,73% di altre razze e lo 0,18% di due o più razze. Ispanici o latini di qualsiasi razza formavano l'1,09% della popolazione.
Tra le 223 famiglie, il 30,9% aveva figli di età inferiore ai 18 anni, componenti dello stesso nucleo familiare, il 49,8% erano coppie sposate che vivevano insieme, il 17,0% era un capofamiglia donna senza marito e il 29,1% erano non-famiglie. Il 25,6% di tutte le famiglie era composto da singoli individui e l'11,7% aveva qualcuno che viveva da solo di età pari o superiore a 65 anni. La dimensione media della famiglia era di 2,46 e la dimensione media della famiglia era 2,93.
In città la popolazione era sparsa con il 26,8% di età inferiore ai 18 anni, il 5,8% da 18 a 24 anni, il 27,7% da 25 a 44 anni, il 24,0% da 45 a 64 anni e il 15,7% di età pari o superiore a 65 anni. L'età media era di 39 anni. Per ogni 100 femmine, c'erano 90,0 maschi. Per ogni 100 femmine di età pari o superiore a 18 anni, c'erano 85,3 maschi.
Il reddito medio per una famiglia in città era di $ 25.385 e il reddito medio per una famiglia era di $ 28.281. I maschi avevano un reddito medio di $ 25.809 contro $ 17.500 per le femmine. Il reddito pro capite per la città era di $ 12.949. Circa il 18,0% delle famiglie e il 21,6% della popolazione erano al di sotto della soglia di povertà, tra cui il 25,2% di quelli di età inferiore ai 18 anni e il 9,4% di quelli di età pari o superiore a 65 anni.